# Xanadu (Olivia Newton-John e Electric Light Orchestra)
Xanadu è un singolo della cantante Olivia Newton-John e del gruppo Electric Light Orchestra, pubblicato nel 1980 ed estratto dall'album Xanadu, colonna sonora dell'omonimo film.
Il brano è stato scritto e prodotto da Jeff Lynne.

## Tracce
- 7" (UK)

1. Xanadu
2. Fool Country

- 7" (USA)

1. Xanadu
2. Whenever You're Away from Me

## Formazione
- Olivia Newton-John - voce
- Jeff Lynne - chitarra, tastiera, cori
- Bev Bevan - batteria, percussioni
- Richard Tandy - tastiera
- Kelly Groucutt - basso, cori
- Louis Clark - archi

## Cover
La cantante Dannii Minogue, nell'album Club Disco (2007) ha incluso una sua cover del brano. 
Nel 2010 la cantante scozzese Sharleen Spiteri ha pubblicato la sua versione del brano nell'album The Movie Songbook.